# Phyllotis andium
Phyllotis andium és una espècie de mamífer rosegador de la família dels cricètids. Viu a altituds d'entre 1.500 i 4.000 msnm als Andes de l'Equador i el Perú. Es tracta d'un animal nocturn i omnívor. Els seus hàbitats naturals són els boscos secs, els matollars, les zones rocoses i els altiplans humits. És una espècie en risc mínim, és a dir, no sembla que hi hagi cap amenaça significativa per a la seva supervivència.